# Köppelmühle
Köppelmühle ist ein Ortsteil der Gemeinde Anzing im oberbayerischen Landkreis Ebersberg. Die Einöde liegt etwa 3,5 Kilometer nordöstlich von Anzing an der Anzinger Sempt, ein Quellfluss der Sempt.

## Geschichte
Die Köppelmühle (Mahl- und Sägemühle) war die erste von sieben aufeinander folgenden Mühlen an der Anzinger Sempt. Erstmals wird sie 1492 in Urkunden des Klosters Ebersberg genannt. Eigentümer war die Familie Lampfritzhaimer, die auch in Markt Schwaben eine Weinschenke mit angeschlossenem Hof besaßen. Später ging die Mühle in den Besitz der Hofmark Vilsheim über. Der Name leitet sich von einem früheren Müller ab. Einige Zeit lang war der Köppelmüller der Zunftführer der Schwabener Müllerzunft. 1813 gehörte die Mühle noch zur Gemeinde Schwaben, im Gemeindeverzeichnis von 1818 wird sie bereits als Teil Anzings genannt, wobei sie weiterhin bis 1859 zur Steuergemeinde Schwaben gehörte.
1920 wurde der Mühlenbetrieb eingestellt. Stattdessen wird hier eine Fischzucht betrieben.